# مدیکال پراپرتیز
مدیکال پراپرتیز (انگلیسی: Medical Properties) شرکت تجهیزات پزشکی آمریکایی است، که در سال ۲۰۰۳ تأسیس شد.